# Kaôh Sdach
Kaôh Sdach är en ö i Kambodja.   Den ligger i provinsen Koh Kong, i den sydvästra delen av landet, 210 km väster om huvudstaden Phnom Penh. Arean är 0,91 kvadratkilometer.
Terrängen på Kaôh Sdach är mycket platt. Öns högsta punkt är 11 meter över havet. Den sträcker sig 2,2 kilometer i nord-sydlig riktning, och 1,4 kilometer i öst-västlig riktning.